# A-50 Szmiel
A-50 Szmiel (ros. Шмель – trzmiel) – radziecki czterosilnikowy samolot wczesnego ostrzegania zbudowany na podstawie transportowego Ił-76 przy współpracy biur konstrukcyjnych Iljuszyna i Berijewa. W nomenklaturze NATO określany jako Mainstay.

## Historia

### Geneza
W kwietniu 1965 roku na uzbrojenie wojsk obrony przeciwlotniczej Związku Radzieckiego przyjęto zbudowany na bazie pasażerskiej maszyny Tu-114, samolot ostrzegania i kontroli obszaru powietrznego Tu-126. Sercem kompleksu rozpoznania radiolokacyjnego przeznaczonego do wykrywania celów powietrznych i morskich przenoszonego przez Tu-126 był system Liana (Лиана). Już w momencie wprowadzenia do służby nie spełniał on wymogów narzuconych przez radzieckie siły powietrzne. Aby temu zaradzić, jeszcze przed przyjęciem do służby Tu-126, w czerwcu 1964 roku, w Moskiewskim Instytucie Naukowo-Badawczym Przyrządów (Московский научно-исследовательский институт приборостроения) będącym częścią Przedsiębiorstwa Naukowo-Badawczego „Wega-M” (Научно-производственное предприятие „Вега-М”), rozpoczęto prace naukowo-badawcze nad nowym systemem radiolokacyjnym przeznaczonym do przenoszenia na pokładach samolotów, trwające do 1971 roku. Od nowego systemu oczekiwano zachowania parametrów systemu Liana w zakresie zasięgu wykrywania i jego prawdopodobieństwa, ale z możliwością śledzenia celów na ziemi oraz wykrywania obiektów o zmniejszonej skutecznej powierzchni odbicia radiolokacyjnego. Dodatkowym, nowym parametrem miała być zdolność do automatycznego naprowadzenia na wykryte obiekty własnych samolotów przechwytujących. Z drugiej strony biuro doświadczalno-konstrukcyjne Nr 156 (Опытное конструкторское бюро № 156), późniejsze Biuro Projektowe Tupolewa, rozpoczęło prace nad nowym nośnikiem dla projektowanego kompleksu rozpoznawczego. Wśród potencjalnych możliwości rozważano modernizację Tu-126 lub przystosowanie do nowej roli samolotu Tu-142. Pod uwagę brane były również samoloty pasażerskie Tu-154 lub całkowicie nowa konstrukcja, zbliżona do amerykańskiego Boeinga 707 – Tu-156. Żadna z rozpatrywanych przez biuro Tupolewa propozycji nie została zmaterializowana. W sierpniu 1969 roku biuro doświadczalno-konstrukcyjne Nr 240, późniejsze biuro konstrukcyjne Iljuszyna, otrzymało zlecenie rozpoczęcia prac nad samolotem Ił-70, będącym zmodernizowanym pod kątem przystosowania do przenoszenia kompleksu ostrzegania i kontroli obszaru powietrznego samolotem Ił-76. Formalna uchwała rządowa o budowie samolotu dalekiego rozpoznania radiolokacyjnego i dowodzenia została wydana w kwietniu 1973 roku.

### Projekt

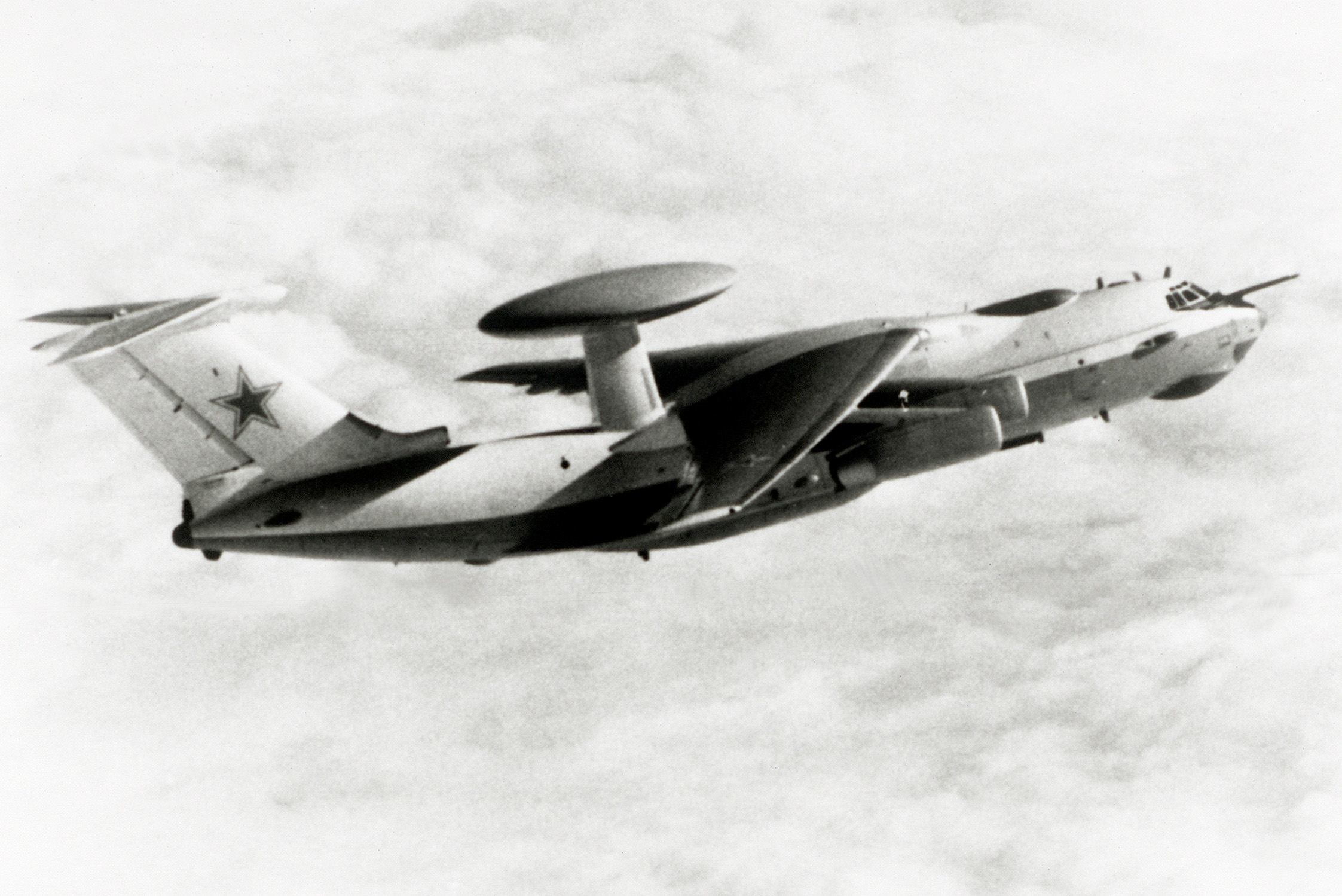
A-50, 1988 rok

Uchwała dotyczyła zabudowy opracowanego przez Moskiewski Instytut Badań Naukowych Projektowania Instrumentów nowego systemu radiolokacyjnego, który otrzymał oznaczenie E-821 Szmiel (Шмель) na samolocie Ił-76M, którego miała dokonać biuro konstrukcyjne Berijew z Taganorskiego Zakładu Produkcji Maszyn. Przystosowany prototyp, jeszcze bez kompleksu zadaniowego i dedykowanych mu systemów, oblatano w grudniu 1978 roku. W porównaniu do transportowej wersji płatowca, zlikwidowano tylne stanowisko strzeleckie, zabudowano okna dziobowej części kadłuba, powiększono owiewki podwozia głównego, w których planowano umieścić wyposażenie elektroniczne. Antena systemu Szmiel umieszczona została w obrotowym dysku o średnicy 10,8 m i grubości 2 m. Dysk, który obracał się z szybkością 6 obrotów na minutę, wspierał się na dwóch pylonach umieszczonych na górze tylnej części kadłuba. Radar pracował na częstotliwości roboczej pasma S, 2–4 GHz. Szczelinowa antena o wymiarach apertury 10 × 1,7 m. Cały kompleks ważył około 13 ton. Obok systemu ostrzegania i kontroli obszaru powietrznego, samolot wyposażony został w układ rozpoznania i przeciwdziałania elektronicznego. System ostrzegający o promieniowaniu radiolokacyjnym Sirena-2. Wyrzutnik pułapek radiolokacyjnych i flar termicznych. Wszystkie okna samolotu od wewnątrz zasłonięto specjalnymi panelami pokrytymi złotem, w celu redukcji absorpcji promieniowania elektromagnetycznego do wnętrza samolotu.
Docelowy system radiolokacyjny zainstalowano na drugim i trzecim prototypie, które posłużyły do kompleksowego przebadania jego działania. Próby państwowe systemu, w których wykorzystano drugi i trzeci prototyp, trwały od 1980 roku do 1985. Próby wykazały konieczność instalacji dodatkowych powierzchni aerodynamicznych, których celem była polepszenie stateczności podłużnej płatowca. Oficjalnie samolot oznaczony jako A-50 został przyjęty na uzbrojenie w listopadzie 1989 roku, jednak dostawy seryjnych maszyn rozpoczęto już w 1985 roku. Trwały one do 1991 roku i zakończyły się przyjęciem 23 samolotów. Trzy prototypy nosiły numery burtowe 10, 15 i 20, a samoloty seryjne od 30 do 53 (łącznie 24 samoloty).
System Szmiel był zdolny do równoczesnego śledzenia 50 celów. Jego zasięg w przypadku dużych celów powietrznych wynosi 350 km, 400 km dla celów nawodnych i 230 km dla celów powietrznych wielkości samolotu myśliwskiego. Automatyczny system naprowadzający może współpracować jednocześnie z dziesięcioma maszynami przechwytującymi. Na pokładzie A-50 znajduje się 10 stanowisk operatorów systemu. Na ostatnich z pięciu dostarczonych siłom powietrznym maszyn zmodernizowano system rozpoznania elektronicznego oraz wyposażono je w dodatkowe wyrzutniki dipoli radiolokacyjnych i flar termicznych.

### Modernizacja

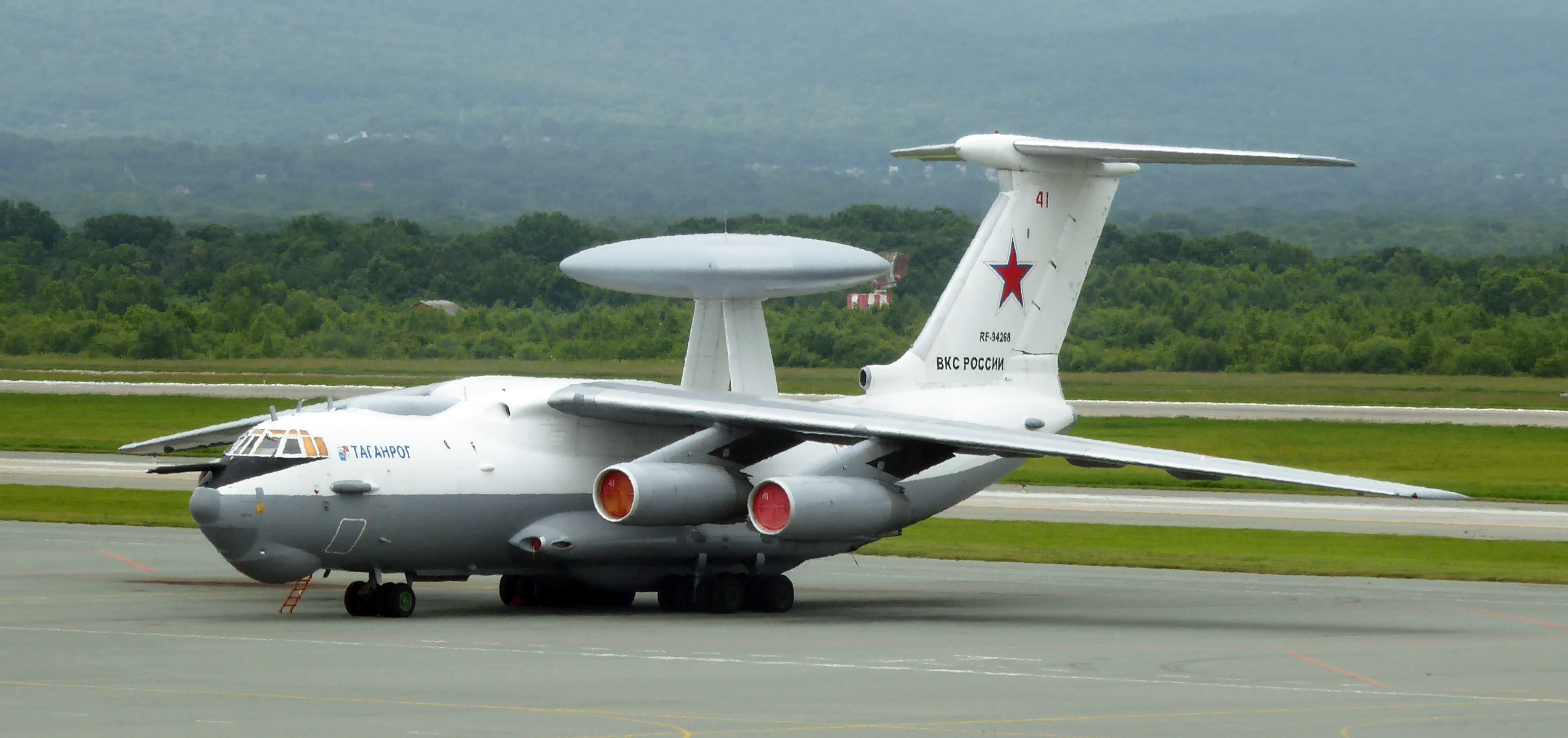
A-50U nr 41 „Taganrog” na płycie lotniska

W styczniu 1984 roku podjęto decyzję o modernizacji systemu radiolokacyjnego, nowa wersja otrzymała oznaczenie Szmiel-2 a jego nosiciel A-50M. Zakładano zwiększenie zasięgu wykrywania, zwiększenie liczby śledzonych celów, zwiększenie liczby naprowadzanych myśliwców przechwytujących oraz zwiększoną odporność na zakłócenia. Nosicielem miał zostać nowy Ił-76 z silnikami PS-90. Projekt modernizacyjny nie został zrealizowany z uwagi na brak środków finansowych do kontynuowania prac, w październiku 1990 roku prace zakończono. Kolejną wersją miała być A-50U. Celem prac miało być również polepszenie parametrów wykrywania i śledzenia celów, ale w mniejszym zakresie niż przewidywał projekt A-50M. Dzięki takiemu rozwiązaniu spodziewano się mniejszych nakładów finansowych. Oznaczenie „U” odnosiło się do słowa uproszczony (uproszczennyj/упрощенный). W 1993 roku rozpoczęto budowę wersji A-50U, ale i tym razem brak środków finansowych zmusił wytwórnie do zaprzestania dalszych prac w 1995 roku.
W 2000 roku rozpoczęto projekt o kryptonimie Titan-U, którego celem była kolejna modernizacja wyposażenia samolotu. Płatowiec ponownie otrzymał oznaczenie A-50U. Tym razem „U” oznaczało „ulepszony” (usowierszenstwowannyj). Koncern Radiowy „Wega” opracował nową, gruntownie zmodernizowaną wersję radiolokatora, która otrzymała oznaczenie Szmiel-M. Taganroski Lotniczy Kompleks Naukowo-Techniczny imienia G.M. Berjewa zajął się zabudową nowego systemu na pokładach samolotów. Do najważniejszych zmian jakie pojawiły się w Szmiel-M można zaliczyć cyfrowy układ przetwarzania sygnałów. Operatorzy pokładowi otrzymali konsole z monitorami ciekłokrystalicznymi. Samoloty otrzymały nowe systemy walki elektronicznej, system przesyłania informacji oraz systemy łączności. Kabinę pilotów wyposażono w wielofunkcyjne wyświetlacze. Dzięki zaimplementowanym zmianom udało się zmniejszyć masę samolotu o blisko dwie tony. Na pokładzie samolotu wygospodarowano miejsce do odpoczynku załogi. A-50U po raz pierwszy wzbił się w powietrze w październiku 2004 roku. Od grudnia 2007 roku do listopada 2009 roku samolot przechodził próby państwowe, które zaowocowały potrzebą wprowadzenia poprawek  konstrukcyjnych. Pierwszy A-50U Titan-U został przekazany rodzimym siłom powietrznym w 2011 roku. Do 2019 odebrano kolejne pięć maszyn. W 2020 roku rosyjskie lotnictwo dysponowało 15 samolotami podstawowej wersji A-50 i sześcioma A-50U. W 2022 roku oddano jeszcze siódmy A-50U. Zmodernizowane samoloty nosiły numery burtowe: 33, 37, 41, 42, 43, 45, 47.

## Służba

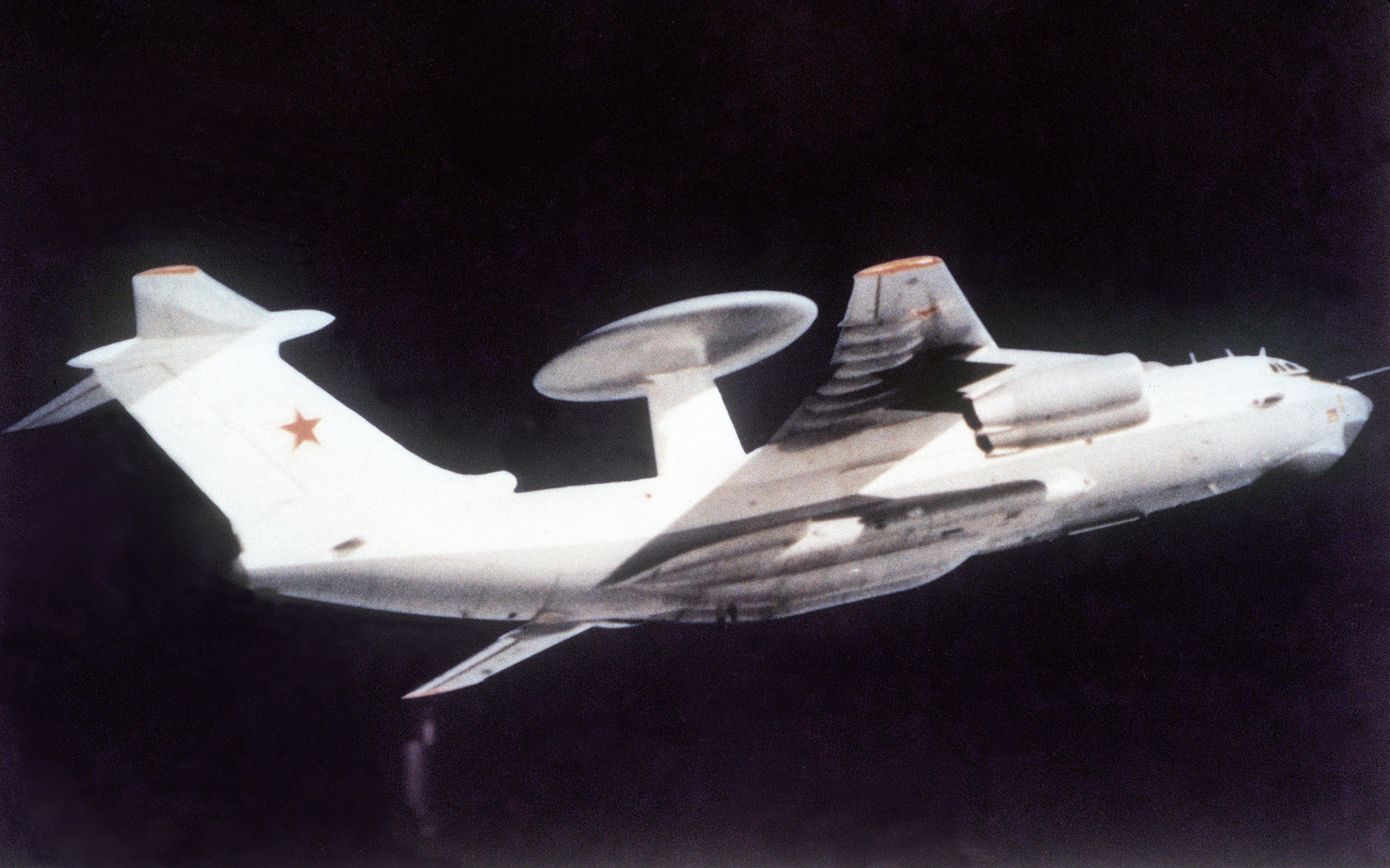
Radziecki A-50 w 1988 roku

Do drugiej dekady XXI wieku większość oryginalnych A-50 utraciła sprawność, przestarzałe stało się także ich wyposażenie, natomiast wartość bojową zachowały samoloty modernizowane do wersji A-50U. Federacja Rosyjska wykorzystywała samoloty radarowe A-50/A-50U m.in. od 2015 r. podczas konfliktu w Syrii, a następnie podczas inwazji na Ukrainę począwszy od 2022 roku. W grudniu 2021 r., kilka tygodni przed inwazją na Ukrainę, jeden z nich („Siergiej Atajanc”, nr RF-93966) został przebazowany na Białoruś i później przez rok koordynował działania rosyjskiego lotnictwa przeciw Ukrainie. 26 lutego 2023 roku, na białoruskim lotnisku w Maczuliszczach uszkodzony został A-50U o numerze bocznym czerwony 43. Przy użyciu wirnikowych, bezzałogowych aparatów latających, na talerzu anteny radiolokatora i antenie łączności satelitarnej umieszczono niewielkie ładunki wybuchowe. W wyniku ataku samolot nie był zdolny do dalszej służby operacyjnej i kilka dni później, o własnych siłach odleciał do Taganrogu w celu naprawy uszkodzeń. Przebazowanie odbywało się na niewielkiej wysokości, co może wskazywać, iż po ataku maszyna nie była w stanie utrzymać hermetyzacji kadłuba.

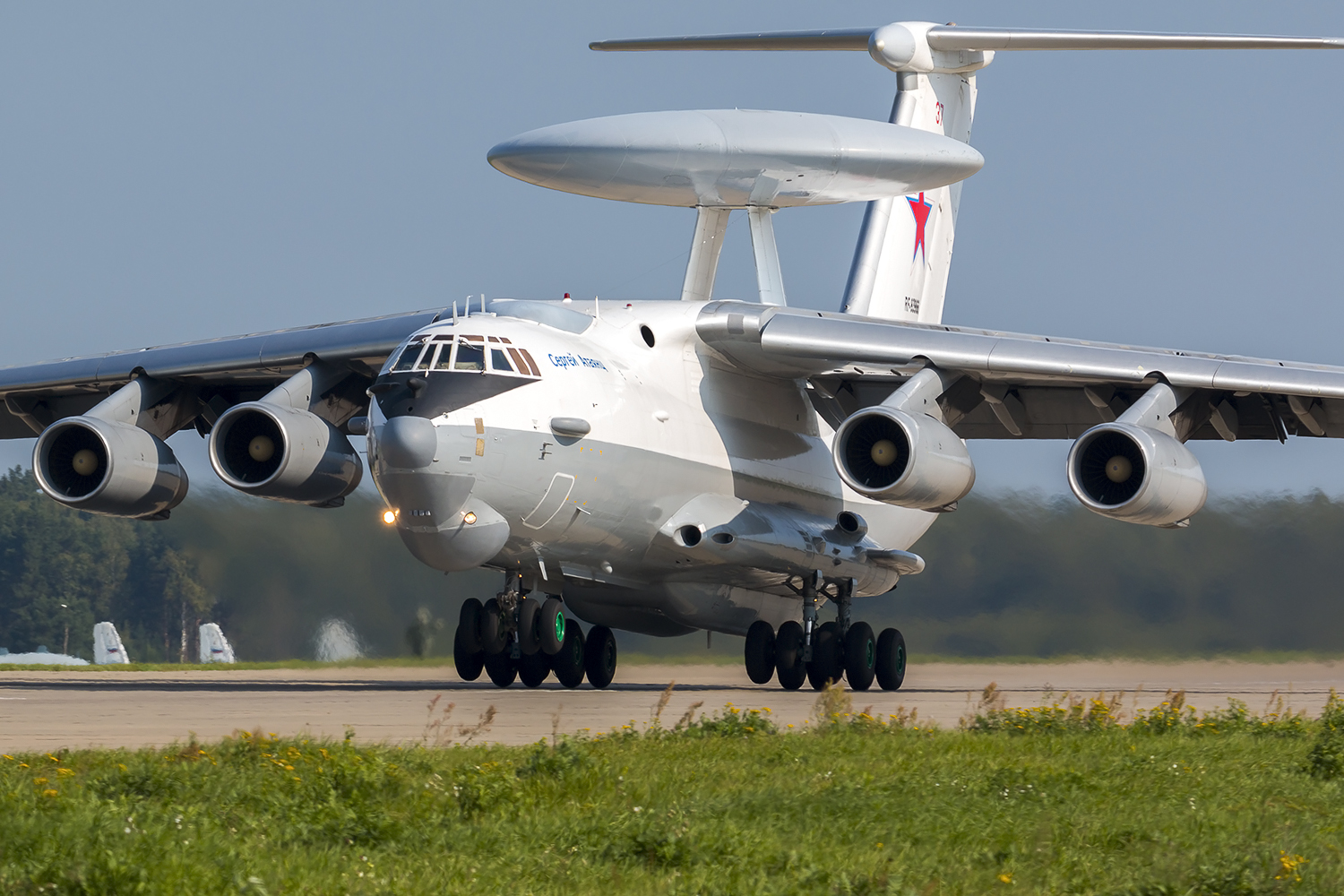
A-50U nr 37 „Siergiej Atajanc” (RF-93966) w roku 2016 na podmoskiewskim lotnisku w Kubince

14 stycznia 2024 roku, podczas działań wojennych w Ukrainie, A-50U „Siergiej Atajanc” o numerze burtowym 37 (RF-93966) został po godz. 21:10 zestrzelony nad Morzem Azowskim. Według strony ukraińskiej zestrzelono go za pomocą pocisków przeciwlotniczych Patriot. Spekulowano początkowo, że samolot mógł paść ofiarą omyłkowego zestrzelenia przez własne systemy przeciwlotnicze Rosji. Samolot spadł do morza z całą załogą przy brzegu w okolicy Berdiańska. Kilkanaście minut wcześniej uszkodzono w ten sam sposób samolot dowodzenia Ił-22M-11.
23 lutego 2024 roku zmodernizowany A-50U (RF-50610, czerwony 42)  został zestrzelony nad Krajem Krasnodarskim. Według strony ukraińskiej, zestrzelenie było efektem wspólnej akcji Sił Powietrznych Ukrainy i ukraińskiego wywiadu wojskowego. Maszyna prawdopodobnie została zestrzelona przy użyciu rakiety dalekiego zasięgu systemu S-200 Wega. Z drugiej strony, nieoficjalnie za winnego zestrzelenia strona rosyjska obwinia własną obronę przeciwlotniczą i bratobójczy ogień. Nie wykluczony jest również scenariusz, w którym to celowy ukraiński atak przy użyciu rakiet S-200 i/lub bezzałogowych aparatów powietrznych, sprowokował rosyjską obronę powietrzną do otwarcia ognia w kierunku własnego samolotu. Rosja po zdarzeniu ujawniła numer taktyczny samolotu 42 i nazwiska 10 zabitych członków załogi. Dwa niesprawne odstawione samoloty A-50 zostały następnie prawdopodobnie uszkodzone przez ukraińskie drony podczas operacji Pawutina 1 czerwca 2025 roku na lotnisku Iwanowo.

## Użytkownicy

### Obecni
- Rosja

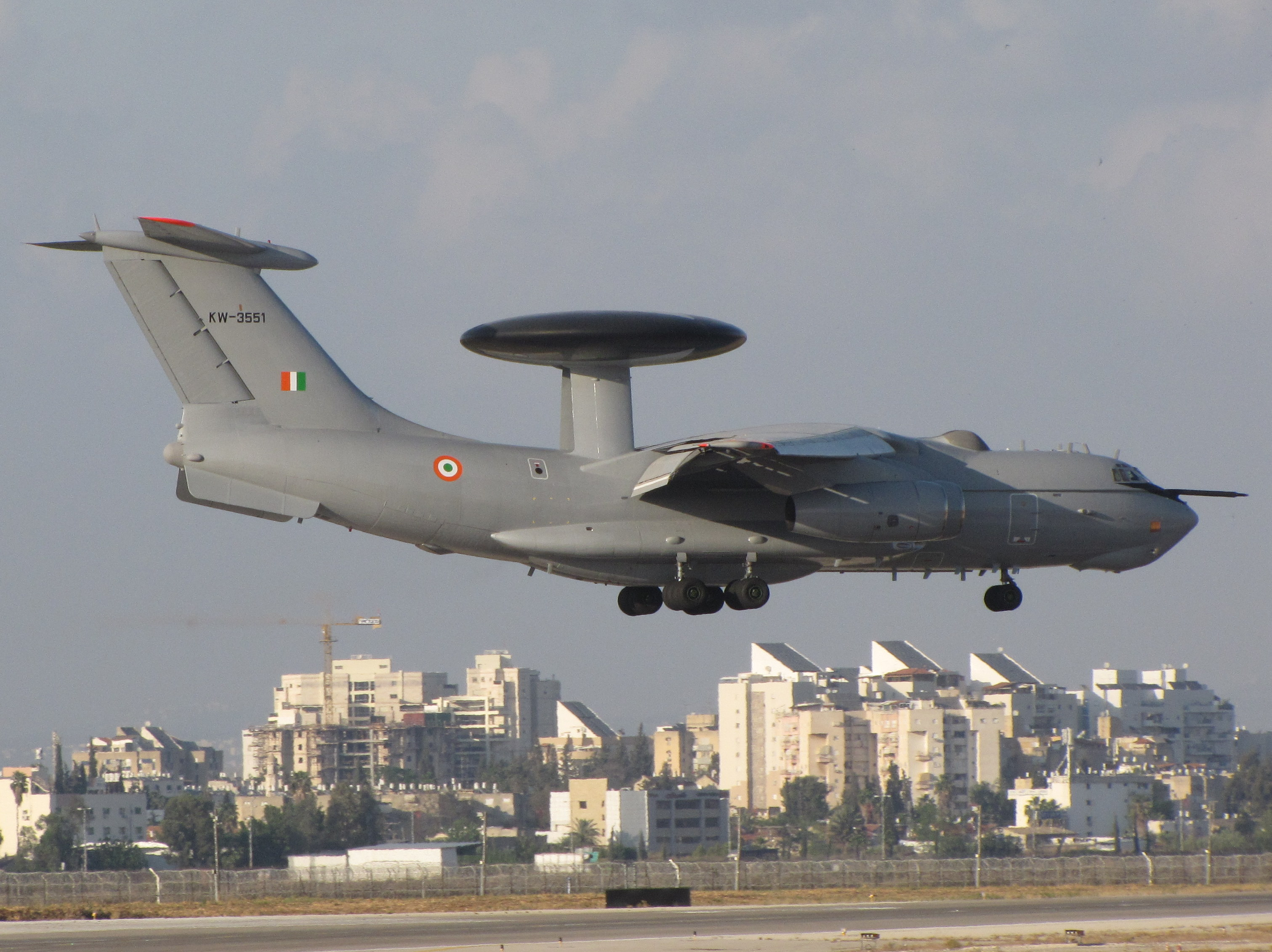
A-50EI lotnictwa Indii

  - Siły Zbrojne Federacji Rosyjskiej
- Indie
  - Indyjskie Siły Powietrzne – Indie zamówiły trzy maszyny w październiku 2003 roku. Indyjskie samoloty otrzymały oznaczenie A-50EI. Pierwszy z nich wzbił się do swojego dziewiczego lotu 29 listopada 2007 roku. Maszyny wyposażone są w silniki PS-90A76 oraz system zadaniowy Phalcon z radarem ze skanowaniem elektronicznym EL/M-2075. Za ich integrację z płatowcem odpowiadała izraelska firma Israel Aerospace Industries[10]. W 2016 roku indyjski rząd autoryzował zakup kolejnych dwóch samolotów. Tak samo jak pierwsze trzy samoloty, następne dwa będą miały ten sam typ radaru[11].

### Byli użytkownicy
- ZSRR
  - Radzieckie Siły Powietrzne